# Jae’Sean Tate
Jae’Sean Tate (ur. 28 października 1995 w Toledo) – amerykański koszykarz, występujący na pozycjach niskiego lub silnego skrzydłowego, obecnie zawodnik Houston Rockets.
W 2013 zdobył brązowy medal w turnieju Nike Global Challenge.
W 2019 reprezentował Denver Nuggets, podczas rozgrywek letniej ligi NBA.

## Osiągnięcia
Stan na 24 lutego 2022, na podstawie, o ile nie zaznaczono inaczej.
NCAA
- Uczestnik II rundy turnieju NCAA (2015, 2018)
- Zaliczony do:
  - I składu najlepszych pierwszorocznych zawodników Big 10 (2015)
  - II składu Big 10 (2018)
  - składu honorable mention Big Ten, (2016, 2017)

NBA
- Zaliczony do I składu debiutantów NBA (2021)[3]
- Zwycięzca miniturnieju Clorox Rising Stars (2022)[4]

Drużynowe
- Zdobywca Pucharu Belgii (2019)

Indywidualne
- Zaliczony do I składu NBL (2020)
- Uczestnik meczu gwiazd ligi belgijskiej (2019)